# Múscul semiespinós del tòrax
En anatomia humana, el múscul semiespinós toràcic és un múscul de l'esquena.

## Anatomia
Múscul llarg i prim que entra dins dels músculs transversoespinals, els altres són:
- Múscul semiespinós cervical
- Múscul semiespinós del cap
- Múscul multífid
- Músculs rotatoris

El semiespinós del tòrax s'origina a partir dels processos transversals de les cinc últimes vèrtebres toràciques i s'insereix a les apòfisis espinoses de les vèrtebres cervicals (C6 i C7) i toràciques (de T1 a T6).